# Équipe d'Antigua-et-Barbuda masculine de volley-ball
Cet article traite de l'équipe masculine. Pour l'équipe féminine, voir Équipe d'Antigua-et-Barbuda féminine de volley-ball.
L'équipe d'Antigua-et-Barbuda de volley-ball est composée des meilleurs joueurs antiguais sélectionnés par la Fédération antiguaise de Volleyball (Antigua Volleyball Association, AVA). Elle n'est actuellement pas classée par la Fédération Internationale de Volleyball au 15 janvier 2010.

## Sélection actuelle
Sélection pour les qualifications aux Championnats du monde 2010.

Entraîneur : Alister Benjamin  ; entraîneur-adjoint : Frank Schwartz 

## Palmarès et parcours

### Palmarès
Néant.